# Ramasan Irbaichanowitsch Gadschimuradow
Ramasan Irbaichanowitsch Gadschimuradow (russisch Рамазан Ирбайханович Гаджимурадов; * 9. Januar 1998 in Moskau) ist ein russischer Fußballspieler.

## Karriere
Gadschimuradow begann seine Karriere in der Akademie von FSchM Moskau. Im Januar 2017 wechselte er zum Viertligisten Weles Moskau. Zur Saison 2017/18 erhielt der Klub eine Lizenz für die Teilnahme an der dritten Liga. In der Saison 2017/18 kam er zu 23 Einsätzen in der Perwenstwo PFL und erzielte dabei fünf Tore. In der Saison 2018/19 absolvierte er 20 Spiele und machte sieben Tore. Zur Saison 2019/20 wechselte der Flügelstürmer zum Zweitligisten FK SKA-Chabarowsk. Sein Debüt in der Perwenstwo FNL gab er im Juli 2019 gegen Schinnik Jaroslawl. Bis zum COVID-bedingten Saisonabbruch kam er zu 24 Einsätzen, in denen er vier Tore erzielte.
Nach weiteren 21 Einsätzen bis zur Winterpause 2020/21 schloss Gadschimuradow sich im Januar 2021 dem Erstligisten Ural Jekaterinburg an. Sein erstes Spiel in der Premjer-Liga machte er im Februar 2021 gegen den FK Krasnodar. Im April 2021 folgte bei einem 2:0-Sieg gegen Arsenal Tula sein erster Treffer in der höchsten Spielklasse. Bis Saisonende kam er in allen elf Partien zum Einsatz und machte dabei zwei Tore. In der Saison 2021/22 kam er zu 24 Einsätzen, in denen er zweimal traf. In der Saison 2022/23 absolvierte er bis zur Winterpause zehn Spiele.
Im Februar 2023 wurde Gadschimuradow an den Zweitligisten Dynamo Machatschkala verliehen.